# Họ Nhạn rừng
Họ Nhạn rừng hay họ Én rừng (danh pháp khoa học: Artamidae) là một họ của khoảng 20 loài chim trông tương tự như quạ, bản địa của khu vực Australasia và các khu vực cận kề.
Họ này được chia ra làm 2 phân họ là: Artaminae, các loài nhạn rừng là các loài chim có bộ lông mềm, màu xám xịt, với phần chóp lưỡi hình bàn chải nhưng hiếm khi sử dụng nó để hút mật. Thay vì thế, chúng bắt sâu bọ khi đang bay. Chúng là các loài chim bay hoạt bát với các cánh nhọn đầu và lớn, thuộc số ít các loài chim trong bộ Sẻ có thể bay liệng. Ngoại trừ một loài không di trú, tất cả các loài còn lại là di trú, chúng đi theo các điều kiện tốt nhất để săn bắt các con côn trùng biết bay, và thường đậu thành đàn lớn. Tổ của nhạn rừng làm từ các cành củi nhỏ kết cấu lỏng lẻo và cả chim bố lẫn chim mẹ đều chăm sóc chim con.
Theo dòng lịch sử, các loài chim dạng chim đồ tể như currawong, ác là Australia và chim đồ tể - được ghi nhận như là một họ riêng với danh pháp Cracticidae. Với nghiên cứu DNA năm 1985, Sibley và Ahlquist đã công nhận mối quan hệ gần gũi giữa nhạn rừng và chim đồ tể vào năm 1985, và đặt chúng như là tông Cracticini của họ Artamidae theo như định nghĩa hiện nay.
Các loài chim đồ tể có mỏ thẳng và lớn, với bộ lông chủ yếu là màu đen, trắng hay xám. Tất cả đều là ăn tạp ở các mức độ khác nhau: chim đồ tể chủ yếu ăn thịt, ác là Australia thường sục sạo trong các đám cỏ ngắn để tìm kiếm sâu bọ và các sinh vật nhỏ khác, currawong là ăn tạp thực sự, chúng ăn quả, hạt, thịt, côn trùng, trứng và chim non. Chim mái làm các tổ to lớn từ các que củi nhưng cả chim bố lẫn chim mẹ đều ấp trứng và chăm sóc chim con.
Các loài chim dạng chim đồ tể, mặc cho bề ngoài đơn giản, là nhưnmgx loài chim có trí thông minh cao và có giọng hót có độ tinh tế cao kỳ lạ. Đáng chú ý là chim đồ tể khoang, currawong khoang và ác là Australia.

## Các loài
- Phân họ Artaminae
  - Artamus fuscus: Nhạn rừng hay nhạn rừng tro
  - Artamus mentalis: Nhạn rừng Fiji
  - Artamus monachus: Nhạn rừng lưng trắng
  - Artamus maximus: Nhạn rừng lớn
  - Artamus leucorynchus: Nhạn rừng ngực trắng
  - Artamus insignis: Nhạn rừng Bismarck
  - Artamus personatus: Nhạn rừng mặt lạ
  - Artamus superciliosus: Nhạn rừng mày trắng
  - Artamus cinereus: Nhạn rừng mặt đen
  - Artamus cyanopterus: Nhạn rừng tối màu
  - Artamus minor: Nhạn rừng nhỏ
- Phân họ Cracticinae:
  - Peltops montanus: Peltops núi
  - Peltops blainvillii: Peltops đồng bằng
  - Cracticus quoyi: Chim đồ tể đen
  - Cracticus torquatus: Chim đồ tể xám
  - Cracticus cassicus: Chim đồ tể đội mũ
  - Cracticus louisiadensis: Chim đồ tể Tagula
  - Cracticus mentalis: Chim đồ tể lưng đen
  - Cracticus nigrogularis: Chim dồ tể khoang
  - Strepera graculina: Currawong khoang
  - Strepera fuliginosa: Currawong đen
  - Strepera versicolor: Currawong xám
  - Gymnorhina tibicen: Ác là Úc

Một hóa thạch xương vai phải (MNZ S41061) tìm thấy tại sông Manuherikia ở Otago, New Zealand có niên đại từ Tiền tới Trung Miocen (tầng Awamoa tới tầng Lillburnia, 19-16 triệu năm trước) đại diện cho thành viên của phân họ Cracticinae.